# Соколовка (Татарстан)
Соколовка — посёлок в Лаишевском районе Татарстана. Входит в состав Орловского сельского поселения.

## География
Находится в западной части Татарстана на расстоянии приблизительно 14 км по прямой на юг от Казани.

## История
Известен с 1949 года.

## Население
Постоянных жителей было: в 1949 — 51, в 1958 — 26, в 1970 — 24, в 1979 — 75, в 1989 — 12, в 2002 — 10 (русские 100 %), 6 в 2010.